# Ганс Маєр (офіцер)
Ганс Маєр (нім. Hans Meier; 23 лютого 1918, Гольцмінден — 16 січня 2007, Нойштадт-ам-Рюбенберге) — німецький офіцер, майор вермахту (30 січня 1945). Кавалер Лицарського хреста Залізного хреста з дубовим листям.

## Біографія
1 вересня 1936 року вступив в 59-й піхотний полк. В 1939 році — ад'ютант 2-го батальйону свіого полку. Учасник Польської і Французької кампаній. З 1 листопада 1940 року — командир 2-го батальйону 59-го стрілецького полку 20-ї танкової дивізії. З червня 1941 року брав участь в Німецько-радянській війні. В червні 1941 року важко поранений у бою під Вітебськом. Після одужання перебував на викладацькій роботі. З 25 липня 1944 року — командир 1-го батальйону 74-го моторизованого полку. Відзначився в оборонних боях на Віслі. В кінці війни командував 27-м піхотним полком в Чехії.

## Нагороди
- Залізний хрест
  - 2-го класу (6 жовтня 1939)
  - 1-го класу (23 липня 1940)
- Нагрудний знак «За поранення» в сріблі
- Штурмовий піхотний знак в сріблі
- Медаль «За зимову кампанію на Сході 1941/42»
- Лицарський хрест Залізного хреста з дубовим листям
  - лицарський хрест (30 вересня 1944)
  - дубове листя (№874; 9 травня 1945)